# Konstrukce Kalambo
Konstrukce Kalambo je dřevěná konstrukce z nejstaršího paleolitu, z níž byly odkryty dva kusy spolu s dalšími dřevěnými nástroji. Byla objevena v archeologické lokalitě Kalambo Falls u vodopádu Kalambo v Zambii a je v současnosti nejstarší známou dřevěnou konstrukcí. Její stáří bylo na základě luminiscenčního datování určeno na nejméně 450 000 let, je proto starší než homo sapiens.

## Historie objevu
Vykopávky u vodopádu Kalambo v 50. a 60. letech 20. století odkryly dřevěné předměty pravděpodobně vyrobené homininy. Opotřebení a další tafonomické procesy vědcům neumožnily původ artefaktů určit s jistotou. Oblast objevu je součástí prehistorického naleziště Kalambo Falls.
V roce 2019 byla v lokalitě BLB u řeky Kalambo odkryta dřevěná konstrukce a v jejím okolí dřevěné nástroje. Samotná konstrukce byla nalezena v oblasti BLB5, která se nachází pod řekou, v sousedství byly nalezeny další acheuléenské artefakty. Objev byl považován za překvapivý, protože dřevo se tak dlouho obvykle nezachová. K zachování dřeva zřejmě přispěly vysoká hladina vody a jemný sediment obklopující konstrukci a znemožňující přístup kyslíku.

## Popis
Konstrukce se skládá ze dvou do sebe zapadajících dřevěných klád z vrby velkoplodé (Combretum zeyheri), spojených zářezem zajišťujícím je ve vzájemně kolmé poloze. Menší kláda o délce 141,3 centimetru má zúžené konce a uprostřed zářez ve tvaru U a překrývá větší kládu, která prochází zářezem. Nález je proto označován za nejstarší tesařskou konstrukci. Konstrukce byla pravděpodobně součástí dřevěné plošiny používané buď jako chodník, nebo k udržení potravin a palivového dříví v suchu, nebo možná jako základ pro stavbu obydlí. Objev může naznačovat, že hominini u vodopádu Kalambo žili usedle, což by mohlo zpochybnit převládající názor, že hominini z doby kamenné byli kočovníci.
Zářez v horní kládě vykazuje stopy škrábání a tesání, infračervená spektroskopie naznačila i použití ohně. Spodní kmen vykazuje stopy rýh ve tvaru V, a to jak ve svém středu, tak podél zúženého konce procházejícího zářezem, což rovněž naznačuje možné škrábání.
Stáří klád bylo pomocí luminiscenční analýzy usazenin obklopujících dřevo určeno na 476±23 kya (radiohlíkové datování potvrdilo stáří vyšší než maximální rozsah metody 50 kya). To je mnohem dříve, než se objevil homo sapiens, někteří proto soudí, že konstrukci vytvořili příslušníci druhu homo heidelbergensis, který se v oblasti vyskytoval, homo erectus nebo homo naledi, případně homo helmei.
Další dřevěná kláda se zkosenými konci a podobným zářezem byla dříve popsána v lokalitě B Kalambo Falls, rovněž z Acheuléenu, i když nebyla v té době jednoznačně identifikována jako součást konstrukce vytvořené hominidy.
Dřevěné nástroje nalezené spolu s konstrukcí zahrnují klín a rycí hůl. Byly nalezeny na několika místech lokality BLB a jsou mladší než samotná struktura, protože byly datovány do doby před 390 000 až 324 000 lety.

## Důsledky
Archeologové se domnívají, že dřevěné nástroje byly v době kamenné pravděpodobně běžnější než nástroje kamenné, kvůli rychlému rozkladu dřeva v půdě jsou však jejich nálezy vzácné. Evoluce dřevěných a kamenných nástrojů probíhala pravděpodobně paralelně a inovace podobné konstrukci Kalambo mohly vést k pozdějšímu vynálezu nástrojů složených z kamenné pracovní části a dřevěné násady.
Datování konstrukce Kalambo se shoduje s obdobím zalesnění povodí řeky Kalambo. Archeologové se domnívají, že dostupnost přírodních zdrojů, trvale zvýšená hladina vody a zlepšení, které přinesla výstavba vyvýšených staveb nad záplavovou oblastí, vytvořily podmínky pro trvalé osídlení.
Objevená konstrukce je o více než 100 000 let starší než nejstarší doložený výskyt druhu homo sapiens. V okolí však nebyly objeveny žádné pozůstatky homininů, nelze proto určit, který druh je původcem konstrukce. Na jiném místě v Zambii byla nalezena 300 000 let stará lebka homo heidelbergensis.